# Blå, blå känslor
"Blå, blå känslor" är en sång från 1973 av Tomas Ledin. Sången finns med på hans andra studioalbum Hjärtats rytm (1973) samt utgiven som promotionsingel för radio.
Låten har blivit känd inte minst därför att den figurerade i en reklamfilm för ölet Pripps Blå mellan 1991 och 1995. Låten hade där spelats in i en ny version under titeln "Blå blå vindar och vatten".
Den 24 juli 2012 framförde Ledin sången i TV-programmet Allsång på Skansen tillsammans med folkmusikerna Johan Hedin och Esbjörn Hazelius.
Låten har av Ledin även utgivits på 71–73 (1977), Korten på bordet (1980), En galen kväll (1985), Ett samlingsalbum (1990), Sånger att älska till (1997), Festen har börjat (2001) och I sommarnattens ljus (2003). Ledin medverkar även med låten på samlingsalbumet Visfestivalen Västervik 1978 (1978). Björn Skifs spelade in låten till skivan Björns ballader (1981).